# Lemvig Kirke
Lemvig Kirke är en dansk kyrkobyggnad i Lemvig i Region Mittjylland i Viborgs stift. Kyrkan är ursprungligen från 1400-talet på senmedeltiden, men har väsentligt ändrats vid em ombyggnad och utvidgning 1931–1934 under ledning av arkitekten Hother Paludan.
Kyrkan var från början en sengotisk långhusbyggnad, men har efter sin utvidgning två sidokapell mot norr och söder. Tornet brann 1683 efter ett blixtnedslag. Det återuppbyggda tornet måste 1788 byggas om efter det att det förfallit. På 1800-tallet fick tornet en trappgavel, liksom kyrkans övriga gavlar. Vid en ombyggnad på 1930-talet fick tornhuven sin nuvarande lökformade barockspira.
I kyrkan finns en romansk dopfunt och ett sengotiskt krucifix och också ett antal rokokoinventarier. Åren 1977-1988 har Bodil Kaalund gjort nya målningar.

## Bildgalleri

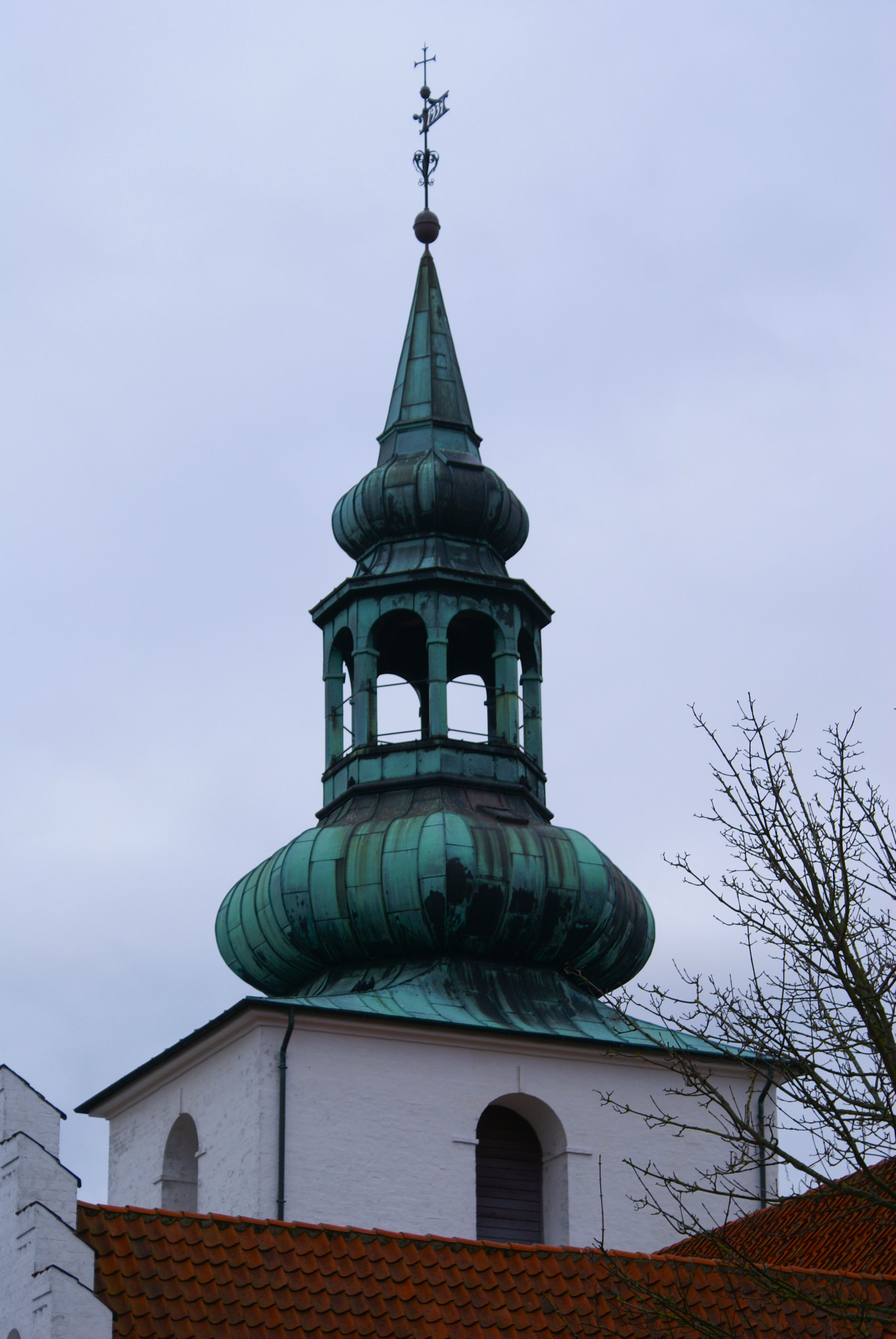
Tornspiran
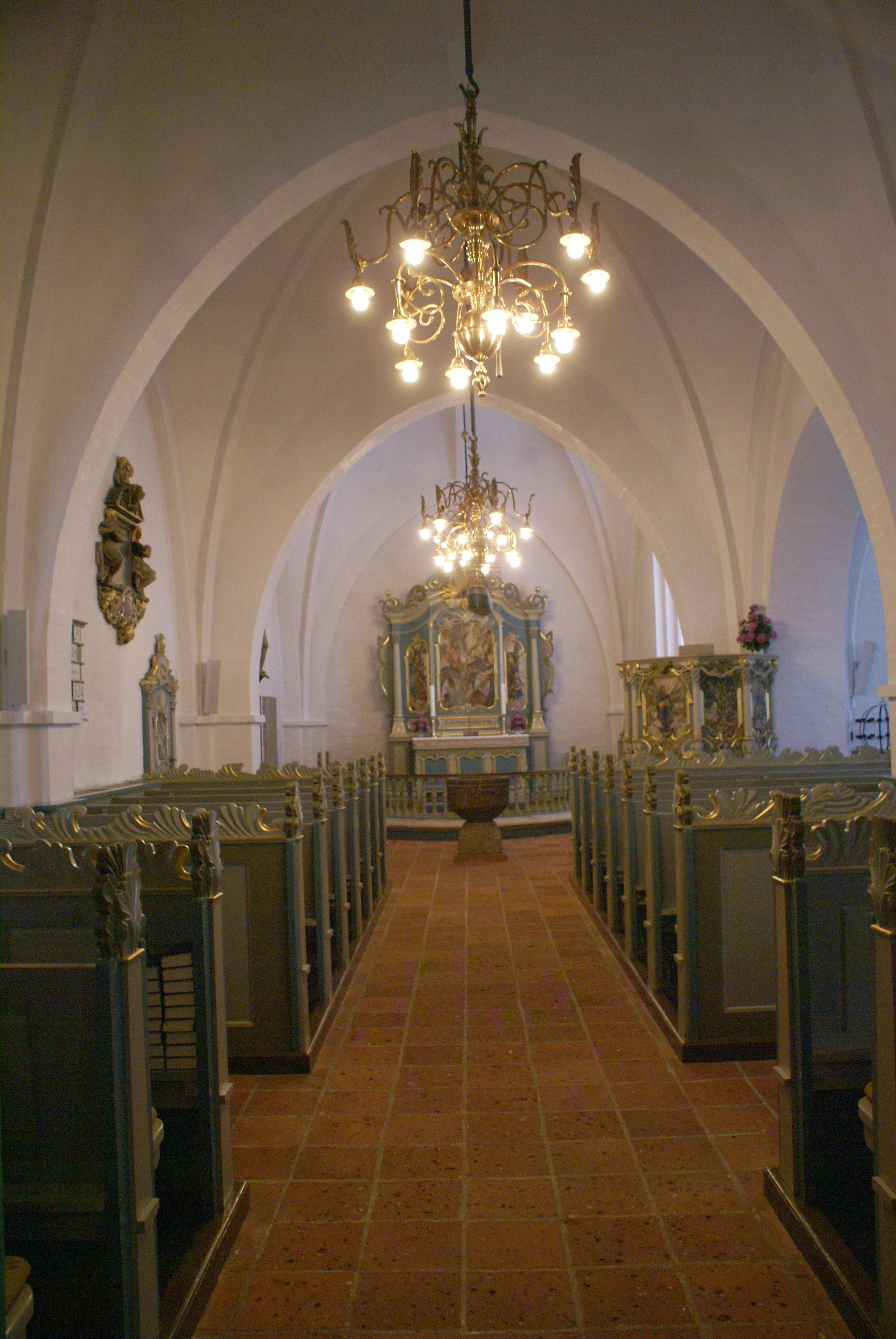
Kyrkorummet
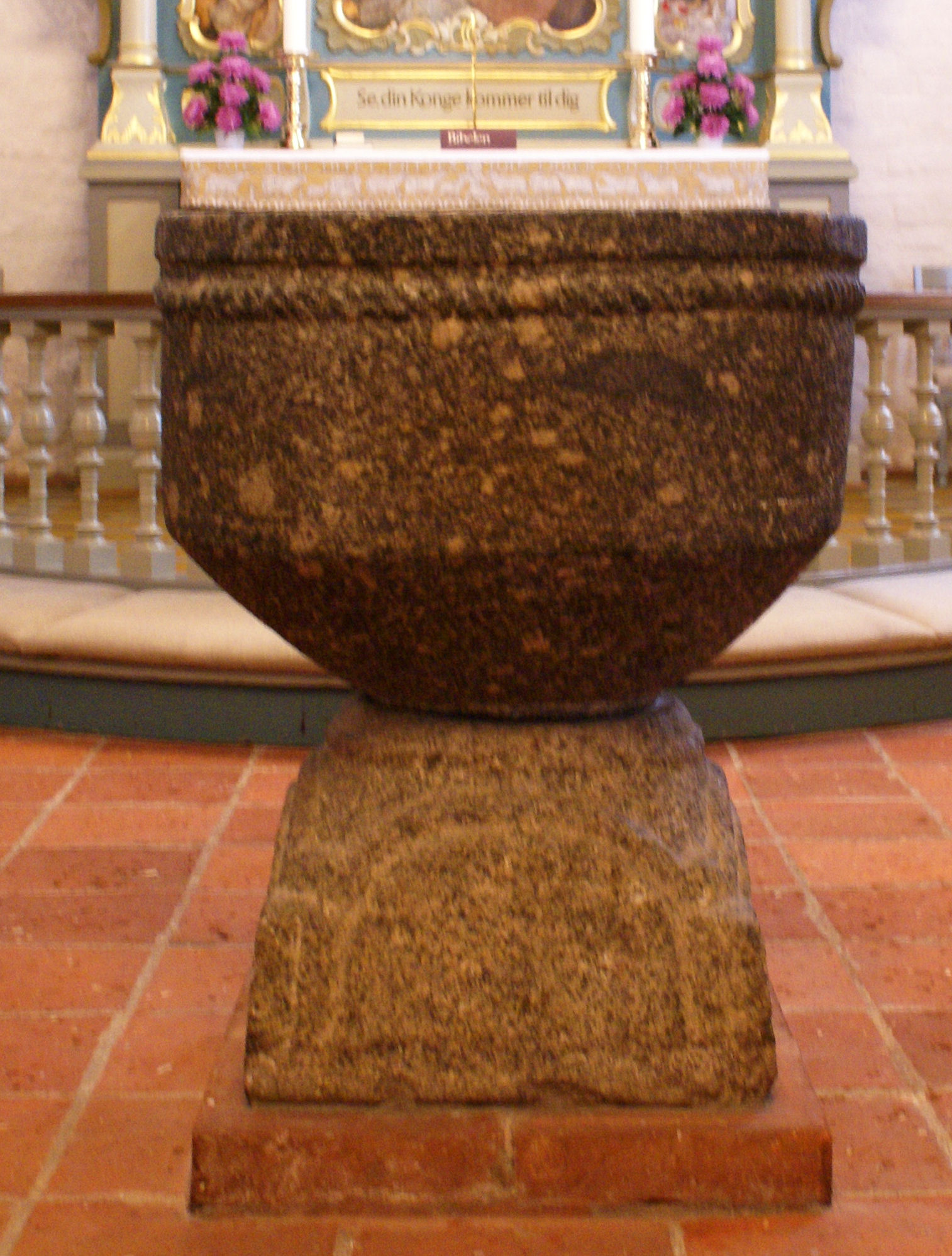
Dopfunten
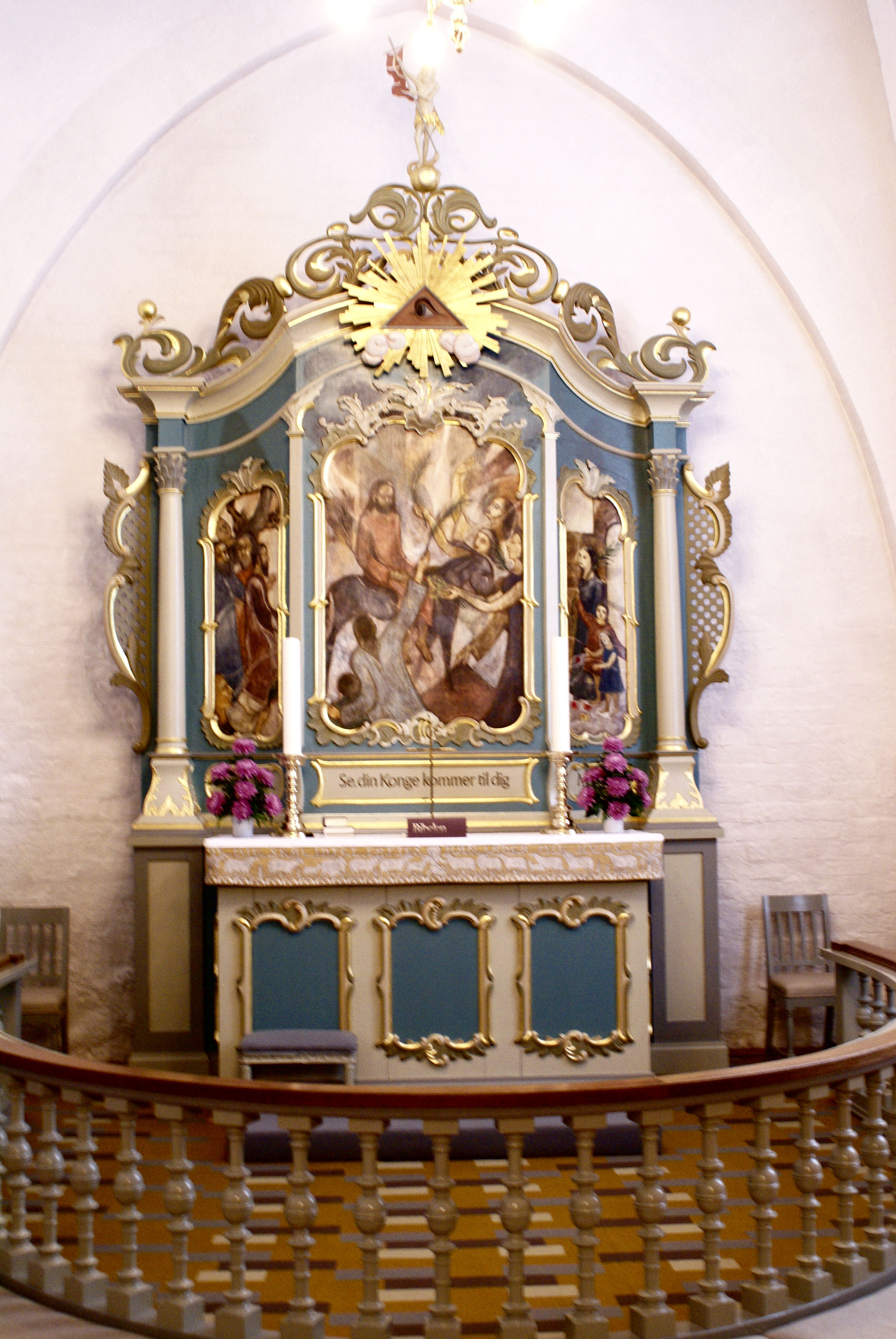
Altaret
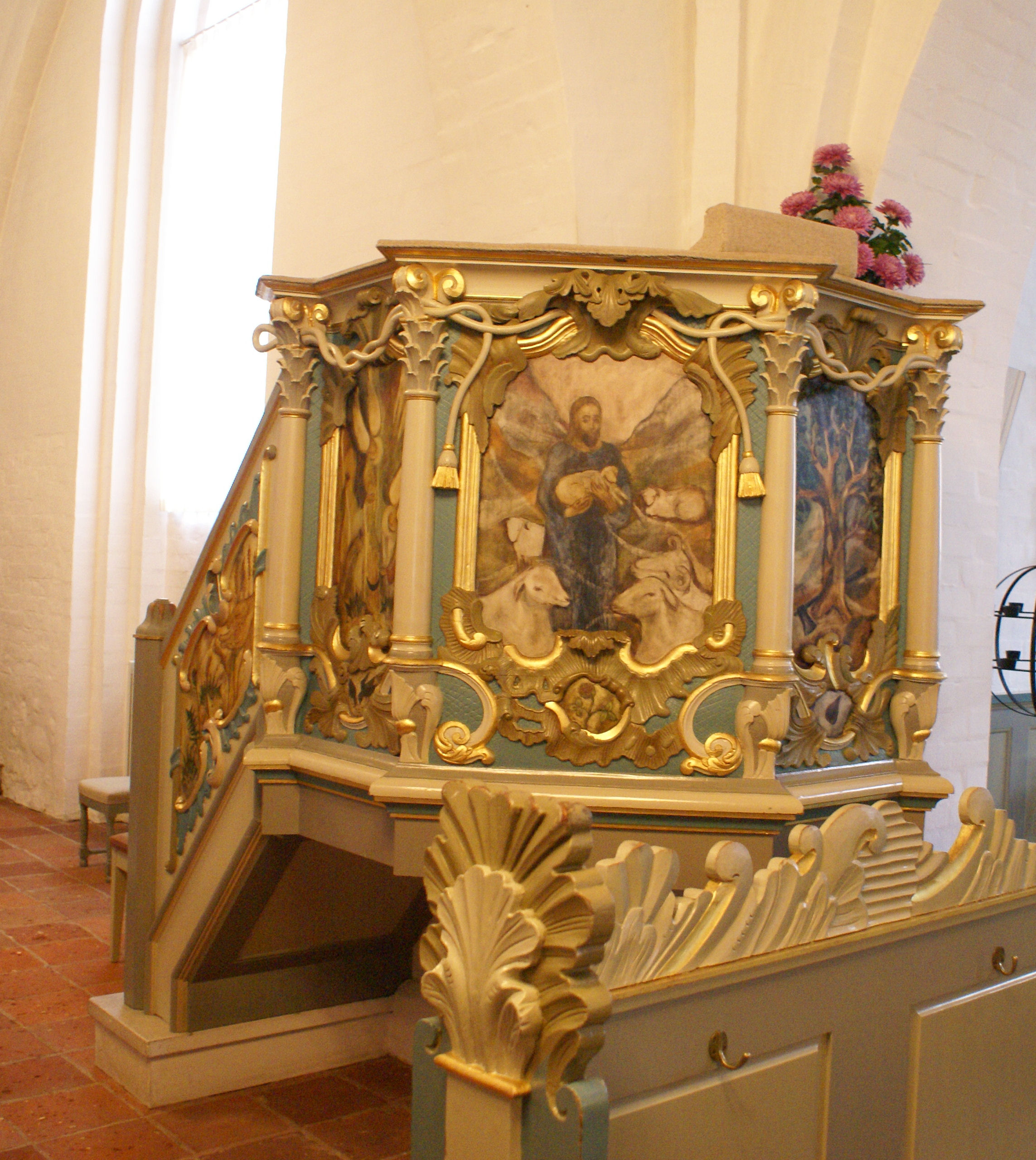
Predikstolen